# Gyömbér Pál
Gyömbér Pál (Csanytelek, 1859. november 7. – Szeged, 1890. április 2.) csúfnevén Kató Koszpitál, Szegvár környéki rablógyilkos, aki romantikus szerelemtől hajtva a korabeli Alföld egyik legnagyobb szabású gyilkosságsorozatát követte el. Gyilkosságaira két dolog motiválta: nem akart dolgozni, viszont pénzre volt szüksége, hogy imponálhasson szerelmének.

## Élete

### Bűnözői pályakezdés
Gyömbér Pál szegény családban született a Csongrád és Szeged közötti Csanypusztán Gyömbér Ágnes törvénytelen gyermekeként, 1859. november 8-án keresztelték. Szülei nem voltak házasok, a gyerek ragadványnévként a Kató Koszpitál nevet viselte. Életének korai szakaszáról nem maradtak fenn adatok, a bírósági szerint tanult szakmája nem volt, iskolát nem látogatott, ezért olvasni sem tudott. Saját bevallása szerint szeretet nélküli közegben nőtt fel, gyakran költözött anyjával tanyáról tanyára, négy éven át Kunszentmártonon élt. Gyermekkori cimboráitól tudható, hogy Gyömbérnek ellenére volt a fizikai munka, ugyanakkor nem volt részeges természetű és elvetette a szerencsejátékokat is.
A fiatalember a korszakban kifejezetten hosszú ideig, öt éven át udvarolt egy mindszenti leánynak, Pap Erzsébetnek. A leány örömmel fogadta a fiatalember közeledését, Gyömbér pedig szerette volna elkápráztatni a leányt. A munkából való megélhetés azonban igen nehezen ment, így Gyömbér kisebb bűncselekmények elkövetésébe kezdett, de lebukott, és előbb két és fél évre, majd három hónapra börtönbe került. A börtönben a Rózsa Sándor bandájába tartozó (később kivégzett) Besenyei Páltól "oktatást" kapott. A Besenyeitől kapott tanácsok lényege az volt, hogy a rablások a helyszín felderítése nélkül is véghez vihetők, de semmiképpen sem szabad tanúkat hagyni és a gyilkossághoz nem szabad tettestársat igénybe venni. E tudással a zsebében Gyömbér már komolyabb bűncselekmények elkövetésére is vállalkozott.

### A gyilkosságsorozat
1888. február 19-én Gyömbér szállást keresvén bekopogtatott a csongrádi Öregszőlőben élő idős Förgeteg-házaspárhoz. Az öregek megvendégelték, majd megágyaztak neki. Hajnalban Gyömbér felkelt, és rátámadt az idősekre. Az öreg Förgeteget egy bottal leütötte, annak világtalan feleségét pedig egy székkel eszméletlenre verte. (Az idős ember nem élte túl a támadást, a vak asszony azonban igen.) Február 29-én Gyömbér az idős szentesi Balázs Borbálától kért szállást éjjelre. Már korábban megtudta az asszonytól, hogy van 300 megtakarított forintja, amiből kocsmát akar nyitni. A fiatalember az idős asszonyt álmában egy rozoga baltával agyonütötte, majd kifosztotta a lakást. Ráakadt az asszony 280 forintot érő takarékkönyvére is, de analfabéta lévén nem tudta az abban foglaltakat értelmezni, így eldobta. A lakásból ékszereket vett magához, amelyeket egy nappal később jegyajándékként menyasszonyának adott. (A rendőrség egy Pethő István nevű környékbelit gyanúsított Balázs Borbála megölésével. Pethőt egy hónapra börtönbe is zárták.)
Gyömbér 1888. november 10-ről 11-ére virradó éjjelen Kiskunhalasról hazafelé gyalogolván rátámadt a Kisteleken italmérést üzemeltető Tisóczky házaspárra, mert azt sejtette, hogy náluk jelentősebb összeget, 300-500 forintot találhat. A kocsmárosokat részegen találta otthon, ő maga is elfogyasztott 10 liternyi bort, majd szállást kért a fogadóstól. Az alvóhelyet előkészítő Tisóczkyt ezután baltával fejbe verte, majd az asszonytól azt az éléskamrába beszorítva pénzt követelt. Az asszony nem volt hajlandó a pénz átadására, ezért őt is fejbe ütötte a baltával. A tett színhelyét ezután megtévesztő módon átrendezte: tányérokat és edényeket vett elő, hogy a nyomozók több tettesre gyanakodjanak, majd kifosztotta a kocsmát. A rablásból származó ruhaneműket jegyesének és anyósának ajándékozta.
1888. november 27-én délután Gyömbér Pál elindult, hogy házasságot kössön Pap Erzsébettel. Útközben megtámadta a magyartési határban lévő tanyáján egyedül tartózkodó Vincze Rókusnét. Az asszonyt baltával fejbe ütötte, azonban a balta feje lerepült a nyeléről és használhatatlanná vált. Gyömbér egy falról leakasztott mángorlófával fejezte be a gyilkosságot. Az asszony holttestét az ágyba tette és betakarta, a lakásból 25 forintot, egy csizmát és egy rend ünneplő öltözetet rabolt el. A holttestre rázárta az ajtót, és távozott. A halott asszonyra a mezei munkából hazaérkező családtagok találtak rá. (A csendőrök a gyilkosság elkövetésével Vincze Rókust és egy környékbeli tanyás lakost gyanúsítottak, akikből erőszakos fellépésükkel ki is csikarták a beismerő vallomást.) Gyömbérnek igencsak igyekeznie kellett a gyilkosság után, mert Pap Erzsébettel másnap (november 28-án) volt az esküvője Szegváron. Az esküvőre már megmosakodva, a meggyilkolt asszony fiának ruhájában és csizmájában érkezett. A szertartás tiszteletdíját a magyartési tanyáról rabolt 25 forintból fizette ki a papnak.
Házasságkötése után Gyömbér a Szentesen kocsmát üzemeltető Lévi Lénit szemelte ki áldozatnak. 1888. december 17-én Lévi kocsmájába betért, majd az őt kiszolgálni érkező tulajdonost egy baltával megütötte. Lévi azonban nem kábult el eléggé, és megharapta az őt fojtogató Gyömbér egyik ujját. Gyömbér a harapástól és a kocsmáros férjének megjelenésétől megijedve elmenekült a helyszínről, egy sötét árokban elbújva vészelte át az éjszakát.
Az utolsó ismert rablógyilkosság-kísérlete 1889. április 17-én éjjel került sor. Gyömbér akácfából egy bunkót készített magának, és megtámadta az unokáira vigyázó szegvári Fazekas Istvánnét. Az idős asszonyt leütötte, arcát pedig késsel összevagdalta, miközben pénzt és élelmet követelt tőle. Gyömbér a lakást kifosztotta, majd Szegvár felé menekült. Ezúttal azonban elhagyta az addigi szerencséje. Az összevert asszonyt megtalálták, az unoka pedig látta, hogy a tettes merre távozott. A fellármázott szomszédság és a család férfitagjai a rabló üldözésére indultak. Az üldözők Szegvár külterületén beérték Gyömbért, aki egy kútba ugorva akart volna öngyilkosságot elkövetni, ám elfogták, a földre teperték, és átadták a hatóságoknak. Gyömbért a szegedi Csillag börtönbe szállították.

### Per és ítélet
A rablógyilkos perére 1889 augusztusában Szegeden került sor. A királyi ügyészség a férfit 5 rendbeli rablógyilkossággal, három rendbeli gyilkossági kísérlettel, valamint lopással vádolta meg. Perének elején Gyömbér Pál magabiztosan nyilatkozott. Úgy vélte, hogy a gyilkosságsorozatot enyhe büntetéssel megúszhatja, legfeljebb 1-2 évet kell majd börtönben töltenie. A bírósággal kezdetben magabiztosan és hidegvérrel beszélgetett. A hallgatóság és a bíróság döbbenetére az egyes eseteknél röviden és érthetően el is magyarázta, hogy miként és miért követte el a gyilkosságokat, külön hangsúlyozván, hogy tetteiben mennyire következetesen és fegyelmezetten járt el. Néhány gyilkosság tárgyalásánál leszögezte, hogy eleve emberölési szándékkal érkezett a helyszínre. Érzelmeket csak akkor mutatott, ha felesége került szóba. Pap Erzsébet előtt ugyanis titkolta bűnözői életvitelét, a rablásokból származó gáláns ajándékait pedig a jól végzett munkája fizetségeként magyarázta. 
A per során mindössze akkor mutatott valamiféle bűnbánatot, amikor a vizsgálóbíró megmondta neki, hogy a felesége elutasítja cselekedeteit, és haragszik reá. A tárgyalás során Gyömbér szinte büszkélkedett több olyan bűncselekménynek az elkövetésével, amelyek a korszak törvényei szerint egyenként is halálbüntetést érdemeltek volna, így védőjének nem maradt más lehetősége, mint hogy a vádlott elmeháborodottságára hivatkozva annak életfogytig tartó elmegyógyintézeti elhelyezését kérje a bíróságtól. Ezen szándéka azonban pont a vádlott fellépése és jól felépített mondanivalója miatt sikertelen volt. Gyömbér Pált 1889. augusztus 13-án a szegedi bíróság minden vádpontban bűnösnek találta, és kötél általi halálra ítélte. Fellebbezése után az ítéletet nem enyhítették. Kivégzésére 1890. április 2-án került sor. Gyömbért a szegedi dorozsmai úti rabtemetőben temették el. Kivégzése után a bíróság a kor szokásainak megfelelően a bűncselekmények elkövetéséhez használt eszközeit elárverezte.

## Megjelenése a kultúrában
Az elkövetett tettek hidegvérűségéből és a felesége irányába mutatott romantikus szerelemből következő ellentmondás felcsigázta a korszak emberének érdeklődését. A környékbeli városokban az utcán árulták a képét, a tetteit taglaló verses ponyvafüzetek jelentek meg, amelyet az utca népe gyorsan szétkapkodott. A Szegedi Naplóban Gárdonyi Géza közölte Gyömbér tetteiről szóló verseit. A vidék paraszti népe dalokba, balladákba szőtte bele alakját.
Szállj el madár szállj el

Mindszentön keresztül

Nézd meg az én Örzsikémet,

Maga van egyedül
Ha kérdi hun vagyok

mondd meg, hogy rab vagyok

A szögedi nagy fegyházba

félig vasba vagyok